# Wythe County
Wythe County är ett administrativt område i delstaten Virginia, USA. År 2010 hade countyt 29 235 invånare. Den administrativa huvudorten (county seat) är Wytheville. 

## Geografi
Enligt United States Census Bureau så har countyt en total area på 1 203 km². 1 200 km² av den arean är land och 3 km² är vatten.  

### Angränsande countyn
- Pulaski County - öst
- Carroll County - öst
- Grayson County - syd
- Smyth County - väst
- Bland County - norr

### Städer och samhällen

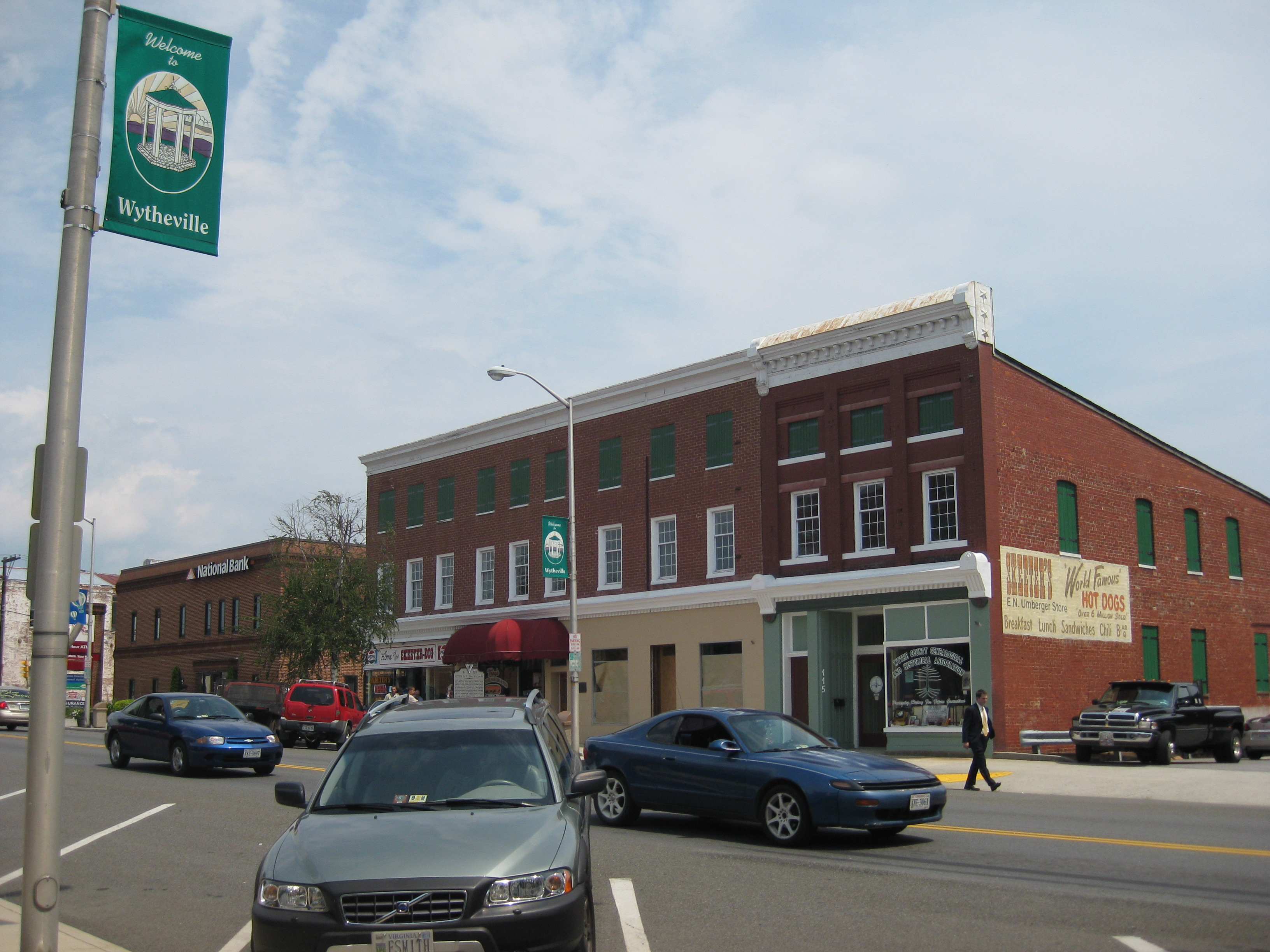
Wytheville Main Street.

- Rural Retreat
- Wytheville